# Cuarteto Italiano
El Cuarteto Italiano fue un cuarteto de cuerda fundado por Paolo Borciani, Elisa Pegreffi, Lionello Forzanti y Franco Rossi. Estuvo en actividad desde 1945 hasta 1980.

## Historia
Los músicos se conocieron frecuentando en Siena la Academia Chigiana y fundaron el cuarteto animados por su maestro de música de cámara: el violonchelista Arturo Bonucci (1894-1964). El debut de la formación tuvo lugar en Carpi en el verano del año 1945, cuando los cuatro instrumentistas eran jóvenes veinteañeros. El conjunto nació con el nombre de Nuevo Cuarteto Italiano. Los cuatro se dieron este título para distinguirse de otro "Cuarteto Italiano", que había sido fundado al inicio del Novecientos por el violinista Remigio (Remy) Prìncipe; el adjetivo Nuevo fue eliminado en el año 1951 para dar lugar a la denominación definitiva de Cuarteto Italiano.
Hasta su disolución en el 1980, ha sido el más célebre grupo camerístico italiano, apreciado en todo el mundo por el rigor interpretativo, el equilibrio sonoro y la perfección técnica, características documentadas en una sustanciosa discografía.
La primera grabación discográfica del grupo fue realizada en Suiza por la casa discográfica alemana Telefunken, sobre cuatro discos de 78 rpm, en el año 1946. Era una interpretación del Cuarteto de cuerda op. 10 de Claude Debussy. En marzo de 1946 ganaron el Concurso de la Accademia Nazionale di Santa Cecilia y también el Concurso de la Accademia Filarmonica Romana. 
En 1947 Lionello Forzanti, viola del Cuarteto, salió del grupo para emprender en Estados Unidos la carrera de director de orquesta. Entró en su lugar Piero Farulli, que se quedó treinta años hasta finales de los años setenta cuando, por cuestiones de salud, fue sustituido por Dino Asciolla que trabajó con el cuarteto hasta su disolución. En 1947 hacen el estreno mundial del Cuarteto Núm. 9 de Villa-Lobos en la Accademia Filarmonica Romana. 
El Cuarteto además ha colaborado, para algunas ejecuciones, con grandes solistas como Pierre Antoine de Bavier, Maurizio Pollini o Pierre Fournier. Ha desarrollado una intensa actividad concertística en Europa y en Estados Unidos (aquí, en el 1951, el compositor y crítico musical Virgil Thomson lo definió como "indudablemente el mejor cuarteto del nuestro siglo").
En 1948 actuaron en Italia, Inglaterra, Escocia, España y Francia en un total de 63 conciertos y el grupo comenzó a grabar con Decca Records. Los conciertos fueron más de 100 en 1949, con visitas a Suecia, Checoslovaquia, Dinamarca, Noruega y Holanda. En la Stockholm Royal Academy hicieron series de recitales con Gerda Busoni, viuda de Ferruccio Busoni. 
En 1951 tocan en el Festival de Edimburgo y en el Festival de Salzburgo. En Salzburgo tienen una reunión con Wilhelm Furtwängler, que les recomienda trabajar con mucha más libertad de expresión en su acceso a las composiciones del Gran Romanticismo. 
En noviembre de 1951 hacen su primera gira americana, que repiten en años alternos hasta 1977. En 1953, comienzan a grabar con Columbia Records y hacen 59 conciertos en U.S.A. y Canadá. También en ese año Elisa Pegreffi y Paolo Borciani se casan.
Sus grabaciones siguientes incluyen (1954) el Cuarteto Núm. 12 de Darius Milhaud y (1956) el Cuarteto de Debussy, que Robert Kemp describe como 'milagroso'.El grupo prepara los seis Cuartetos de Mozart  dedicados a Joseph Haydn y los toca en Milán y Fiésole. Tocan en el Festival de Lucerna (1955), en el Maggio Musicale Fiorentino (1959), en el Festival Primavera de Praga (1961) y en el Berlín Musikwochen.
Después extienden el ámbito de sus giras a Macedonia (1966), América del Sur (1968), Sudáfrica y Zambia (1970) y a Polonia, la URSS y Japón en 1973. Comienzan a grabar con Philips Records en 1965. Su integral de Mozart finaliza en 1972 y la de Beethoven en 1973. Esta grabación del ciclo integral de los cuartetos de Beethoven, llevada a término entre el 1967 y el 1975 tuvo una gran repercusión y es considerada como una de las de referencia dentro del repertorio.
En su último periodo hay que destacar su colaboración con Maurizio Pollini. En sus últimos conciertos el grupo se focaliza en Beethoven y Schubert, con recitales de dos obras que incluían una obra maestra de cada compositor.
El grupo además ha sido el primero en Italia en efectuar la grabación completa de todas las obras para cuarteto de cuerda del compositor austríaco Anton Webern. En 1970 el compositor florentino Sylvano Bussotti compuso expresamente para el cuarteto un poema sinfónico con la intervención de orquesta, titulado I Semi di Gramsci, dedicado a los cuatro músicos, que efectuaron la primera ejecución.
El secretario histórico de la formación ha sido Guido Alberto Borciani (1920-2008), hermano de Paolo, ingeniero, apasionado de la música y fundador del Premio Paolo Borciani.

## Componentes
- Paolo Borciani (Reggio Emilia, 21 de diciembre de 1922 – Milán, 5 de julio de 1985): primer violín, del 1945 al 1980.
- Elisa Pegreffi (Génova, 10 de junio de 1922 – Milán, 14 de enero de 2016): segundo violín, del 1945 al 1980.
- Lionello Forzanti: viola, del 1945 al 1947.
- Piero Farulli (Florencia, 13 de enero de 1920 – Fiésole, 2 de septiembre de 2012): viola, del 1947 al 1977.
- Dino Asciolla: (Roma, 6 de junio de 1920 – Siena, 9 de septiembre de 1994) viola, del 1977 al 1980.
- Franco Rossi (Venecia, 31 de marzo de 1921 - Florencia, 28 de noviembre de 2006): violonchelo, del 1945 al 1980.

## Discografía
- Beethoven, Quart. archi (compl.) - Quartetto Italiano, 1975 Philips
- Beethoven, Quart. archi op. 127, 130, 133 - Quartetto Italiano, Philips
- Beethoven, Quart. archi op. 131, 132 - Quartetto Italiano, Philips
- Brahms: Piano Quintet Op. 34 - Maurizio Pollini/Quartetto Italiano, 1980 Deutsche Grammophon
- Debussy: String Quartet in G Minor & Ravel: String Quartet in F - Quartetto Italiano, Philips
- Haydn: Three String Quartets - Quartetto Italiano, 1965 Philips
- Mozart, Quart. archi (compl.) - Quartetto Italiano, 1973 Philips
- Schubert, Quart. archi n. 12-15 - Quartetto Italiano, 1965/1977 Philips
- Quartetto Italiano, Registrazioni complete Decca, Philips e Deutsche Grammophon - Limited Edition - Decca